# محمد کاظم الله‌یار
محمدکاظم الله‌یار یک سیاستمدار اهل افغانستان بود. وی معاون والی در ولایت غزنی بود که در جولای ۲۰۰۵ تعیین شده بود.
الله‌یار در ۲۸ سپتامبر ۲۰۱۰ در شهر غزنی با پسر، برادرزاده، راننده و سه نگهبان در یک حمله انتحاری از سوی طالبان کشته شد.

## زندگی‌نامه
محمدکاظم الله‌یار، از قوم هزاره، زادهٔ ۱۳۳۴ (خورشیدی) در منطقهٔ تورکان، ولسوالی جغتو، ولایت غزنی بود.